# Oucques
Oucques település Franciaországban, Loir-et-Cher megyében. Lakosainak száma 1520 fő (2018. január 1.). Oucques Beauvilliers, Boisseau, Épiais, Maves, Sainte-Gemmes, Saint-Léonard-en-Beauce, Vievy-le-Rayé és Villeneuve-Frouville községekkel határos.

## Népesség
A település népességének változása:
| Lakosok száma | 1513 | 1510 | 1741 | 1515 | 1520 |
|               | 2013 | 2015 | 2016 | 2017 | 2018 |